# Ryōji Noyori
Ryōji Noyori (野依 良治, 3 septembre 1938 à Kobe, Japon) est un chimiste japonais. Il est colauréat avec William Standish Knowles de la moitié du prix Nobel de chimie de 2001 « pour leurs travaux sur la chiralité des réactions d'hydrogénation catalysées », réactions qui permettent la préparation de nombreuses molécules pharmaceutiques.

## Biographie
Noyori entre à l'université de Kyoto en 1957 et obtient un BScen 1961 et un MSc en 1963. Il entre alors dans le groupe du professeur Hitosi Nozaki comme instructor et obtient un doctorat en 1967. Il devient ensuite associate professor à l'université de Nagoya et passe une année à Harvard dans le laboratoire d'Elias James Corey comme post-doctorant. Il est nommé professeur en 1972 et est en ce moment directeur du centre de recherche en matériaux de l'université de Nagoya.
Noyori a contribué avec William S. Knowles à l'étude de la chiralité des réactions d'hydrogénation catalysées, pour laquelle il est corécipiendaire avec Knowles de la moitié du prix Nobel de chimie de 2001 (l'autre moitié a été remise à K. Barry Sharpless).

## Distinctions et récompenses
- 1997 : prix Arthur C. Cope[4]
- 2001 : prix Wolf de chimie[5]
- 2001 : prix Nobel de chimie[2]

- 2000 : docteur honoris causa de l'université Rennes-I où il enseigna comme professeur invité en 1995[6]
- 2005 : membre étranger de la Royal Society[7]
- 2009 : médaille Lomonossov